# Cephaloleia discoidalis
Cephaloleia discoidalis es un coleóptero de la familia Chrysomelidae.
Fue descrita científicamente en 1885 por Baly.